# Émile Veinante
Émile Veinante (Metz, Imperio alemán, 12 de junio de 1907-Dury, Francia, 18 de noviembre de 1983) fue un futbolista y entrenador francés que se desempeñó como delantero.
Veinante comenzó su carrera en 1916 con el equipo juvenil del FC Metz, que en ese momento todavía estaba en la Alsacia-Lorena controlada por Alemania. Permaneció con el FC Metz hasta 1929, cuando se mudó al Racing Club de París en la primera división francesa de 1929 a 1940, con quien ganó el doblete francés en 1936, ganando el campeonato nacional y el título de la copa. Fue nombrado jugador francés del año en ese año. Se retiró del club de fútbol profesional en 1940.
Entre febrero de 1929 y enero de 1940, Veinante jugó 24 partidos internacionales para la selección francesa, marcando 14 goles. Apareció en las Copas Mundiales de 1930 y 1938, y como reserva en 1934. En 1938, contra Bélgica, anotó un gol en el primer minuto de juego.

## Equipos

### Como jugador
| Equipo                         | País    | Años      | PJ | Goles |
| ------------------------------ | ------- | --------- | -- | ----- |
| Metz                           | Francia | 1929      | ?  | ?     |
| RC París                       | Francia | 1929-1940 | ?  | ?     |
| Selección de fútbol de Francia | Francia | 1929–1940 | 24 | 14    |

### Como entrenador
| Equipo      | País    | Años      |
| ----------- | ------- | --------- |
| RC París    | Francia | 1940-1943 |
| Estrasburgo | Francia | 1945-1947 |
| Estrasburgo | Francia | 1948-1949 |
| OGC Nice    | Francia | 1949–1950 |
| Metz        | Francia | 1950-1951 |
| FC Nantes   | Francia | 1951-1955 |
| Estrasburgo | Francia | 1960-1961 |

## Palmarés

### Campeonatos nacionales
| Título                | Club     | Año  |
| --------------------- | -------- | ---- |
| Campeonato de Francia | RC París | 1936 |
| Copa de Francia       | RC París | 1936 |
| Copa de Francia       | RC París | 1939 |